# نوست‌اپاتا
نوست‌اپاتا (به اسپانیایی: Ñust'apata) یک کوه در پرو است که در Peru, Cusco Region واقع شده‌است. نوست‌اپاتا ۴٬۰۰۰ متر بالاتر از سطح دریا واقع شده‌است.